# Richard Gilliland
Richard Gilliland (Fort Worth, Texas; 23 de enero de 1950-Los Ángeles, California; 18 de marzo de 2021) fue un actor estadounidense, de televisión, cine y teatro.
Gilliland nació en Fort Worth, Texas. Inició su trayectoria en la década 1970. Algunas de sus apariciones notables en televisión son: Thirtysomething, Party of Five, Little Women y su rol recurrente en Designing Women (donde trabajó junto a Jean Smart, su esposa). La pareja tuvo un hijo. Richard interpretó a Ellis Kapp en The Unit y al capitán Stan Kotter en 24, mientras que Jean Smart interpretó a la primera dama Martha Logan en la temporada 5. 
Gilliland es muy activo en el teatro. Algunos créditos recientes son Balancing Act, junto a Yeardley Smith, y I Remember You, con Tony Danza. Estudió en la Universidad de Kansas, The Goodman School of Drama, en el que pasó cuatro temporadas de verano.

## Filmografía
- Unwed Father (1974)
- The Family Kovack (1975)
- Bug (1975)
- Stay Hungry (1976)
- McMillan and Wife (1976)
- The White Buffalo (1977)
- Operation Petticoat (1977)
- Little Women (1978)
- The Waltons (1981)
- A Wedding on Walton's Mountain (1982)
- Airplane II: The Sequel (1982)
- The Night the Bridge Fell Down (1983)
- Just Our Luck (1983)
- The Love Boat (1985)
- Designing Women (1987)
- Happy Hour (1987)
- Heartland
- Escape (1990)
- Thirtysomething (1989–1990)
- Murder, She Wrote (1991-1993)
- Matlock (1991-1995)
- Winnetka Road (1994)
- Touched by an Angel (1996)
- Dark Skies (1996–1997)
- Star Kid (1997)
- Early Edition (1997)
- Brooklyn South (1998)
- The Practice (1998)
- Party of Five (1998-1997)
- Judging Amy (2000)
- Becker (2001)
- Vampire Clan (2002)
- Audrey's Rain (2003)
- Joan of Arcadia (2003)
- Crossing Jordan (2004)
- 24 (2006)
- The Unit (2007)
- Dexter (2009)
- Desperate Housewives (2010)
- Call Me Crazy: A Five Film (2013)